# 2010년 동계 올림픽 세네갈 선수단
2010년 동계 올림픽 세네갈 선수단은 캐나다 밴쿠버에서 개최된 2010년 동계 올림픽에 참가한 올림픽 세네갈 선수단이다.

## 알파인 스키
| 선수        | 종목        | 1차시기 | 2차시기   | 총계      | 순위      |
| ----------- | ----------- | ------- | --------- | --------- | --------- |
| 레이티 세크 | 남자 회전   | DNF     | 출전 불가 | 출전 불가 | 출전 불가 |
| 레이티 세크 | 남자 대회전 | 1:32.32 | 1:33.82   | 3:06.14   | 73        |